# Leonardo Chiariglione
Leonardo Chiariglione (nacido el 30 de enero de 1943 en Almese) es un ingeniero italiano. Es conocido mundialmente por ser el creador de los formatos MPEG y MP3.

## Biografía
Chiariglione se graduó en 1967 como ingeniero electrónico en el Politécnico de Turín y un año más tarde viajó a Japón becado por ese país para realizar un doctorado en la Universidad de Tokio, título que obtuvo en 1973.
Entre 1971 y 2003 fue miembro del Centro Studi E Laboratori Telecomunicazioni (Centro de Estudios y Laboratorios de Telecomunicaciones) devenido actualmente en el Telecom Italia Lab, empresa que depende de Telecom Italia.
En 1988 se convocó a Chiariglione para participar en la Organización Internacional de Normalización, que es conocida por su sigla ISO, cuatro años más tarde obtuvieron el primer estándar para la compresión de video para banda angosta, conocido como Mpeg1. El formato de audio debió esperar un tiempo más, si bien fue concebida entre 1994 y 1995 el 14 de julio de este último año definieron cual sería posteriormente su extensión, y por lo tanto se eligió esa fecha como la del aniversario de su creación.